# Giro di Svizzera 1995
Il Giro di Svizzera 1995, cinquantanovesima edizione della corsa, si svolse dal 13 al 22 giugno su un percorso di 1 618 km ripartiti in 10 tappe, con partenza a Bellinzona e arrivo a Zurigo. Fu vinto dal russo Pavel Tonkov della Lampre-Panaria davanti allo svizzero Alex Zülle e al polacco Zenon Jaskuła.

## Tappe
| Tappa  | Data      | Percorso                                    | km    | Vincitore di tappa | Leader cl. generale |
| ------ | --------- | ------------------------------------------- | ----- | ------------------ | ------------------- |
| 1ª     | 13 giugno | Bellinzona > Bellinzona (cron. individuale) | 7,1   | Alex Zülle         | Alex Zülle          |
| 2ª     | 14 giugno | Bellinzona > Visp                           | 201   | Giorgio Furlan     | Alex Zülle          |
| 3ª     | 15 giugno | Visp > Ginevra                              | 207,1 | Erik Zabel         | Alex Zülle          |
| 4ª     | 16 giugno | Ginevra > Lenzburg                          | 259   | Erik Zabel         | Alex Zülle          |
| 5ª     | 17 giugno | Lenzburg > Wil                              | 192,7 | Vjačeslav Ekimov   | Alex Zülle          |
| 6ª     | 18 giugno | Appenzell > Schwägalp (cron. individuale)   | 21,6  | Alex Zülle         | Alex Zülle          |
| 7ª     | 19 giugno | Appenzell > Zugo                            | 169,2 | Giovanni Lombardi  | Alex Zülle          |
| 8ª     | 20 giugno | Zugo > La Punt                              | 191,9 | Pavel Tonkov       | Pavel Tonkov        |
| 9ª     | 21 giugno | La Punt > Flumserberg                       | 174,1 | Marco Pantani      | Pavel Tonkov        |
| 10ª    | 22 giugno | Flums > Zurigo                              | 195,6 | Flavio Vanzella    | Pavel Tonkov        |
| Totale | Totale    | Totale                                      | 1618  |                    |                     |

## Dettagli delle tappe

### 1ª tappa
- 13 giugno: Bellinzona > Bellinzona (cron. individuale) – 7,1 km

| Pos. | Corridore      | Squadra | Tempo |
| ---- | -------------- | ------- | ----- |
| 1    | Alex Zülle     | ONCE    | 8'13" |
| 2    | Tony Rominger  | Mapei   | a 1"  |
| 3    | Pascal Richard | MG Boys | a 7"  |

| Pos. | Corridore      | Squadra | Tempo |
| ---- | -------------- | ------- | ----- |
| 1    | Alex Zülle     | ONCE    | 8'13" |
| 2    | Tony Rominger  | Mapei   | a 1"  |
| 3    | Pascal Richard | MG Boys | a 7"  |

### 2ª tappa
- 14 giugno: Bellinzona > Visp – 201 km

| Pos. | Corridore       | Squadra       | Tempo    |
| ---- | --------------- | ------------- | -------- |
| 1    | Giorgio Furlan  | Gewiss-Ballan | 5h25'33" |
| 2    | Davide Rebellin | MG Boys       | s.t.     |
| 3    | Gilberto Simoni | Aki           | s.t.     |

| Pos. | Corridore      | Squadra | Tempo    |
| ---- | -------------- | ------- | -------- |
| 1    | Alex Zülle     | ONCE    | 5h33'56" |
| 2    | Tony Rominger  | Mapei   | a 1"     |
| 3    | Pascal Richard | MG Boys | a 6"     |

### 3ª tappa
- 15 giugno: Visp > Ginevra – 207,1 km

| Pos. | Corridore              | Squadra | Tempo    |
| ---- | ---------------------- | ------- | -------- |
| 1    | Erik Zabel             | Telekom | 5h06'45" |
| 2    | Džamolidin Abdužaparov | Novell  | s.t.     |
| 3    | Giovanni Fidanza       | Polti   | s.t.     |

| Pos. | Corridore      | Squadra | Tempo     |
| ---- | -------------- | ------- | --------- |
| 1    | Alex Zülle     | ONCE    | 10h40'33" |
| 2    | Tony Rominger  | Mapei   | a 1"      |
| 3    | Pascal Richard | MG Boys | a 6"      |

### 4ª tappa
- 16 giugno: Ginevra > Lenzburg – 259 km

| Pos. | Corridore              | Squadra | Tempo    |
| ---- | ---------------------- | ------- | -------- |
| 1    | Erik Zabel             | Telekom | 6h21'45" |
| 2    | Giovanni Fidanza       | Polti   | s.t.     |
| 3    | Džamolidin Abdužaparov | Novell  | s.t.     |

| Pos. | Corridore      | Squadra | Tempo     |
| ---- | -------------- | ------- | --------- |
| 1    | Alex Zülle     | ONCE    | 17h02'18" |
| 2    | Tony Rominger  | Mapei   | a 1"      |
| 3    | Pascal Richard | MG Boys | a 6"      |

### 5ª tappa
- 17 giugno: Lenzburg > Wil – 192,7 km

| Pos. | Corridore         | Squadra | Tempo    |
| ---- | ----------------- | ------- | -------- |
| 1    | Vjačeslav Ekimov  | Novell  | 4h39'11" |
| 2    | Giovanni Lombardi | Polti   | s.t.     |
| 3    | Jan Ullrich       | Telekom | s.t.     |

| Pos. | Corridore       | Squadra  | Tempo     |
| ---- | --------------- | -------- | --------- |
| 1    | Alex Zülle      | ONCE     | 17h02'18" |
| 2    | Pascal Richard  | MG Boys  | a 6"      |
| 3    | Lance Armstrong | Motorola | a 11"     |

### 6ª tappa
- 18 giugno: Appenzell > Schwägalp (cron. individuale) – 21,6 km

| Pos. | Corridore     | Squadra | Tempo   |
| ---- | ------------- | ------- | ------- |
| 1    | Alex Zülle    | ONCE    | 35'57"  |
| 2    | Zenon Jaskuła | Aki     | a 1'15" |
| 3    | Pavel Tonkov  | Panaria | a 0"    |

| Pos. | Corridore      | Squadra | Tempo     |
| ---- | -------------- | ------- | --------- |
| 1    | Alex Zülle     | ONCE    | 22h17'26" |
| 2    | Zenon Jaskuła  | Aki     | a 1'31"   |
| 3    | Pascal Richard | MG Boys | a 1'37"   |

### 7ª tappa
- 19 giugno: Appenzell > Zugo – 169,2 km

| Pos. | Corridore         | Squadra  | Tempo    |
| ---- | ----------------- | -------- | -------- |
| 1    | Giovanni Lombardi | Polti    | 3h48'11" |
| 2    | Rolf Järmann      | MG Boys  | s.t.     |
| 3    | Fabio Casartelli  | Motorola | s.t.     |

| Pos. | Corridore      | Squadra | Tempo     |
| ---- | -------------- | ------- | --------- |
| 1    | Alex Zülle     | ONCE    | 26h05'46" |
| 2    | Zenon Jaskuła  | Aki     | a 1'31"   |
| 3    | Pascal Richard | MG Boys | a 1'37"   |

### 8ª tappa
- 20 giugno: Zugo > La Punt – 191,9 km

| Pos. | Corridore       | Squadra | Tempo    |
| ---- | --------------- | ------- | -------- |
| 1    | Pavel Tonkov    | Panaria | 5h06'34" |
| 2    | Alex Zülle      | ONCE    | a 1'52"  |
| 3    | Davide Rebellin | MG Boys | a 3'26"  |

| Pos. | Corridore     | Squadra | Tempo     |
| ---- | ------------- | ------- | --------- |
| 1    | Pavel Tonkov  | Panaria | 31h13'53" |
| 2    | Alex Zülle    | ONCE    | a 13"     |
| 3    | Zenon Jaskuła | Aki     | a 4'50"   |

### 9ª tappa
- 21 giugno: La Punt > Flumserberg – 174,1 km

| Pos. | Corridore        | Squadra       | Tempo    |
| ---- | ---------------- | ------------- | -------- |
| 1    | Marco Pantani    | Carrera       | 4h25'38" |
| 2    | Zenon Jaskuła    | Aki           | a 55"    |
| 3    | Leonardo Piepoli | Cantina Tollo | a 1'06"  |

| Pos. | Corridore     | Squadra | Tempo     |
| ---- | ------------- | ------- | --------- |
| 1    | Pavel Tonkov  | Panaria | 35h40'51" |
| 2    | Alex Zülle    | ONCE    | a 11"     |
| 3    | Zenon Jaskuła | Aki     | a 4'19"   |

### 10ª tappa
- 22 giugno: Flums > Zurigo – 195,6 km

| Pos. | Corridore       | Squadra | Tempo    |
| ---- | --------------- | ------- | -------- |
| 1    | Flavio Vanzella | MG Boys | 4h24'05" |
| 2    | Rolf Järmann    | MG Boys | a 31"    |
| 3    | Gilberto Simoni | Aki     | s.t.     |

| Pos. | Corridore     | Squadra | Tempo     |
| ---- | ------------- | ------- | --------- |
| 1    | Pavel Tonkov  | Panaria | 40h13'12" |
| 2    | Alex Zülle    | ONCE    | a 11"     |
| 3    | Zenon Jaskuła | Aki     | a 4'19"   |

## Classifiche finali

### Classifica generale
| Pos. | Corridore         | Squadra                      | Tempo     |
| ---- | ----------------- | ---------------------------- | --------- |
| 1    | Pavel Tonkov      | Lampre-Panaria               | 40h13'12" |
| 2    | Alex Zülle        | ONCE                         | a 11"     |
| 3    | Zenon Jaskuła     | Aki-Gipiemme-Pitti Shoes     | a 4'19"   |
| 4    | Giorgio Furlan    | Gewiss-Ballan                | a 6'31"   |
| 5    | Beat Zberg        | Carrera-Tassoni              | a 7'50"   |
| 6    | Ivan Gotti        | Gewiss-Ballan                | a 7'57"   |
| 7    | Leonardo Piepoli  | Cantina Tollo                | a 8'43"   |
| 8    | Davide Rebellin   | MG Boys Maglificio-Technogym | a 8'44"   |
| 9    | Andrej Teterjuk   | Aki-Gipiemme-Pitti Shoes     | a 9'27"   |
| 10   | Fernando Escartín | Mapei-GB-Latexco             | a 9'28"   |